# Trichangium vinosum
Trichangium vinosum — вид грибів, що належить до монотипового роду  Trichangium.